# Loredana Volpe
Loredana Volpe (Caracas, 1 de marzo de 1990) es una poeta, dramaturga y traductora venezolana, afincada en Barcelona.

## Biografía

### Primeros años
Volpe es Licenciada en Letras por la Universidad Católica Andrés Bello, donde también ejerció como profesora de las cátedras de Movimientos Artísticos y Dirección de Actores. Tiene un Máster de Estudios Teatrales por la Universidad Autónoma de Barcelona y el Institut del Teatre y ha sido formada en Escritura Teatral en el Obrador de Dramaturgia de la Sala Beckett con Martin Crimp y en Dramaturgia actoral con José Sanchis Sinisterra.

### Trayectoria
Comenzó su actividad teatral en Caracas como directora de la compañía teatral La Salamandra, con la cual trabaja hoy en día en Barcelona.
Con La Salamandra ha presentado los espectáculos Ànsia (Crave), de Sarah Kane, en la Sala Atrium de Barcelona; Contes de l’ós polar (Relat del meu diagnòstic), de Efrem Garcia-Salinas; No Exit, de Sartre, en el Teatre Akadèmia de Barcelona, y en la Sala Rajatabla y la Sala Cabrujas, ambas en Caracas; Ubú Presidente en el Teatro Santa Fe de Caracas; y Ubú rey, de Alfred Jarry, en el CELARG.
En 2021 escribió y dirigió L’habitació tancada, una historia inquietante basada en tres cuentos de terror fantástico: The Monkey’s Paw, de William Jacobs, Blind Spot, de Barry Perowne y Hounds of Tindalos, de Frank Belknap Long.La obra contó con la música original del compositor argentino Alvar Llusá-Damiani. En 2023, Ediciones MUTIS publica el guion de esta obra con prólogo de Javier Calvo e ilustraciones de Javier Prado.
En 2025, se estrenó la versión en castellano, con el título La habitación cerrada, en el Festival Celsius 232 de Avilés, en Asturias.
En 2022 presentó El Nino, de la autora italiana Irene Petra Zani, traducido por Joan Casas, en el Teatro Principal de Mahón.
En 2024 presenta Isekai: història d’un segrest un espectáculo inmersivo de ciencia ficción sobre un mundo virtual-fantástico.Ese mismo año, Ediciones MUTIS publica el guion de dicha obra como Isekai: historia de un secuestro. La obra bajo el título Isekai: historia de un secuestro se presenta a finales de 2024 en el Festival 42 de Géneros Fantásticos de Barcelona y se encuentra en gira, desde 2025, en su versión en castellano.
1. 1 2  «"De la fascinación por los cuchillos", de Loredana Volpe». Librujula. 2 de abril de 2023. Consultado el 11 de octubre de 2023.
2. ↑  «Loredana Volpe: profesar la pérdida, evaluar los daños». ELMUNDO. 26 de junio de 2023. Consultado el 11 de octubre de 2023.
3. 1 2  «Biografía - Loredana Volpe». 7 de agosto de 2019. Consultado el 11 de octubre de 2023.
4. ↑  Roa, Juan Pablo (19 de agosto de 2023). «Loredana Volpe». Animal Sospechoso. Consultado el 11 de octubre de 2023.
5. ↑  «Loredana Volpe». www.contextoteatral.es. Consultado el 11 de octubre de 2023.
6. ↑  «Loredana Volpe se lleva su teatro a Barcelona | El Estímulo». elestimulo.com. 6 de noviembre de 2016. Consultado el 11 de octubre de 2023.
7. ↑  «Las cuatro voces de Sarah Kane». www.larazon.es. 1 de marzo de 2019. Consultado el 11 de octubre de 2023.
8. ↑  TV3 (8 de julio de 2017), Tot un món - Teatre, teatre i teatre (en catalán), consultado el 11 de octubre de 2023.
9. ↑  «El misterio de la vida no es tan fácil de resolver». ElNacional.cat. 9 de diciembre de 2021. Consultado el 11 de octubre de 2023.
10. ↑  Bettonica, Toni Polo (10 de noviembre de 2021). «El gènere fantàstic troba un lloc a la Versus». El País (en catalán). ISSN 1134-6582. Consultado el 11 de octubre de 2023.
11. ↑  CatalunyaPress.es. «“L’habitació tancada”, una arriesgada propuesta teatral de Loredana Volpe (Sala Versus Glòries)». CatalunyaPress. Consultado el 11 de octubre de 2023.
12. ↑  «Teatro: extracto de la obra “La habitación cerrada”, de Loredana Volpe». wp.nyu.edu. Consultado el 11 de octubre de 2023.
13. ↑  «L'habitació tancada». Improrrogable. Consultado el 11 de octubre de 2023.
14. ↑  «CALVINO Y LOVECRAFT, A ESCENA: TEATRO Y GÉNEROS FANTÁSTICOS». Festival 42. 10 de noviembre de 2023. Consultado el 9 de noviembre de 2023.
15. ↑  Mabel. «Noches de teatro». Celsius 232. Consultado el 9 de agosto de 2025.
16. ↑  Menorca, Cope (12 de enero de 2022). «Enka Alonso interpreta "El Nino", en el Principal de Maó». COPE. Consultado el 11 de octubre de 2023.
17. ↑  «Isekai: història d’un segrest - Teatre Tantarantana». Teatro Barcelona. Consultado el 11 de octubre de 2023.
18. ↑  «Isekai: història d’un segrest». Ajuntament del Prat de Llobregat (en catalán). Consultado el 11 de octubre de 2023.
19. ↑  Tantarantana. «ISEKAI: HISTÒRIA D’UN SEGREST». Teatre Tantarantana (en catalán). Consultado el 11 de octubre de 2023.
20. ↑  «ISEKAI: HISTORIA DE UN SECUESTRO | Festival 42 | Ajuntament de Barcelona». www.barcelona.cat. 6 de noviembre de 2024. Consultado el 9 de agosto de 2025.
21. ↑  «Isekai: historia de un secuestro». Centre Cultural La Casa Elizalde (en catalán). Consultado el 9 de agosto de 2025.
22. ↑  «ISEKAI: historia de un secuestro». entradas.lamaquinateatro.es. Consultado el 9 de agosto de 2025.

.
Con otras compañías ha adaptado y dirigido: Flechas del ángel del olvido, de José Sanchis Sinisterra, en L’Auditori de Cornellà; Nido, de Marc Garcia Coté, en el Nuevo Teatro Fronterizo de Madrid, y Hamlet/Segismundo, de Cia Ensemble, en el Teatre Eòlia de Barcelona.
En 2018 publicó con la editorial española Navona el poemario A pesar de tu santa cóleray en 2023 publicó su segundo libro, Ejercicio de aniquilación.
Actualmente es colaboradora del Papel Literario de El Nacional.

## Obra

### Poesía
- Ejercicio de aniquilación, RIL Editores (España-Chile, 2023)
- A pesar de tu santa cólera, Navona Editorial (Barcelona, España, 2018)

### Dramaturgia
- La habitación cerrada, Ediciones MUTIS (Barcelona, España, 2023)
- Isekai: historia de un secuestro, Ediciones MUTIS (Barcelona, España, 2024)

### En antologías
- Poetas en el galpón. Petalurgia Editorial y Hermanos Chang (España, 2023)
- II Premio Nacional de Poesía Viva L de Lírica, Huerga y Fierro Editores (Madrid, España, 2021)
- Radical 3: Poètiques alquímiques (Promarex Edicions, Barcelona, 2021)
- Concurso Nacional de Poesía Joven Rafael Cadenas, Libros del Fuego y La Poeteca (Caracas, Venezuela, 2017)

## Premios
- 2023: I Beca Barcelona CREA con ISEKAI: història d'un segrest
- 2021: Finalista del II Premio Nacional de Poesía Viva
- 2020: VI Premio Born de Residencia Teatral, Círculo Artístico de Ciudadela con el espectáculo El Nino, de Cía. La Salamandra (Temporada 2020-2021, Escenario Joan Brossa, Barcelona)
- 2019: Beca de Investigación e Innovación de las Artes Escénicas del Ayuntamiento de Barcelona con el espectáculo Contes de l’ós polar
- 2017: Beca Odisseu Eòlia I+D por el texto Hamlet/Segismundo, Teatre Eòlia (Barcelona)
- 2017: Finalista del II Concurso Nacional de Poesía Joven Rafael Cadenas